# Dardan Shabanhaxhaj
Dardan Shabanhaxhaj (Graz, 23 aprile 2001) è un calciatore austriaco, attaccante del Rubin.

## Carriera

### Club
Il 25 gennaio 2024 viene acquistato a titolo definitivo per 1,2 milioni di euro dalla squadra russa del Rubin.

## Statistiche

### Presenze e reti nei club
Statistiche aggiornate al 25 maggio 2024.
| Stagione             | Squadra              | Campionato           | Campionato | Campionato | Coppe nazionali | Coppe nazionali | Coppe nazionali | Coppe continentali | Coppe continentali | Coppe continentali | Altre coppe | Altre coppe | Altre coppe | Totale | Totale |
| Stagione             | Squadra              | Comp                 | Pres       | Reti       | Comp            | Pres            | Reti            | Comp               | Pres               | Reti               | Comp        | Pres        | Reti        | Pres   | Reti   |
| -------------------- | -------------------- | -------------------- | ---------- | ---------- | --------------- | --------------- | --------------- | ------------------ | ------------------ | ------------------ | ----------- | ----------- | ----------- | ------ | ------ |
| 2019-2020            | Sturm Graz II        | 3L                   | 12         | 2          | -               | -               | -               | -                  | -                  | -                  | -           | -           | -           | 12     | 2      |
| 2020-2021            | Sturm Graz II        | 3L                   | 7          | 2          | -               | -               | -               | -                  | -                  | -                  | -           | -           | -           | 7      | 2      |
| 2021-2022            | Sturm Graz II        | 3L                   | 3          | 0          | -               | -               | -               | -                  | -                  | -                  | -           | -           | -           | 3      | 0      |
| Totale Sturm Graz II | Totale Sturm Graz II | Totale Sturm Graz II | 22         | 4          |                 | -               | -               |                    | -                  | -                  |             | -           | -           | 22     | 4      |
| 2019-2020            | Sturm Graz           | BL                   | 2          | 0          | CA              | 0               | 0               | UEL                | 0                  | 0                  | -           | -           | -           | 2      | 0      |
| 2020-2021            | Sturm Graz           | BL                   | 15         | 0          | CA              | 2               | 0               | UEL                | 0                  | 0                  | -           | -           | -           | 17     | 0      |
| lug.-ago. 2021       | Sturm Graz           | BL                   | 0          | 0          | CA              | 1               | 0               | UEL                | 0                  | 0                  | -           | -           | -           | 1      | 0      |
| Totale Sturm Graz    | Totale Sturm Graz    | Totale Sturm Graz    | 17         | 0          |                 | 3               | 0               |                    | 0                  | 0                  |             | -           | -           | 20     | 0      |
| 2021-2022            | Kapfenberger         | 2L                   | 23         | 6          | CA              | 1               | 0               | -                  | -                  | -                  | -           | -           | -           | 24     | 6      |
| 2022-2023            | NŠ Mura              | 1. SNL               | 25         | 1          | CS              | 2               | 0               | UECL               | 4                  | 0                  | -           | -           | -           | 31     | 1      |
| 2023-gen. 2024       | NŠ Mura              | 1. SNL               | 19         | 7          | CS              | 1               | 0               | -                  | -                  | -                  | -           | -           | -           | 20     | 7      |
| Totale NŠ Mura       | Totale NŠ Mura       | Totale NŠ Mura       | 44         | 8          |                 | 3               | 0               |                    | 4                  | 0                  |             | -           | -           | 51     | 8      |
| gen.-giu. 2024       | Rubin                | PL                   | 10         | 0          | CR              | 0               | 0               | -                  | -                  | -                  | -           | -           | -           | 10     | 0      |
| Totale carriera      | Totale carriera      | Totale carriera      | 116        | 18         |                 | 7               | 0               |                    | 4                  | 0                  |             | -           | -           | 127    | 18     |